# Hystricia condor
Hystricia condor là một loài ruồi trong họ Tachinidae.